# Arzberg (Baviera)
Arzberg è un comune tedesco di 5 893 abitanti, situato nel land della Baviera.